# Ford B-MAX

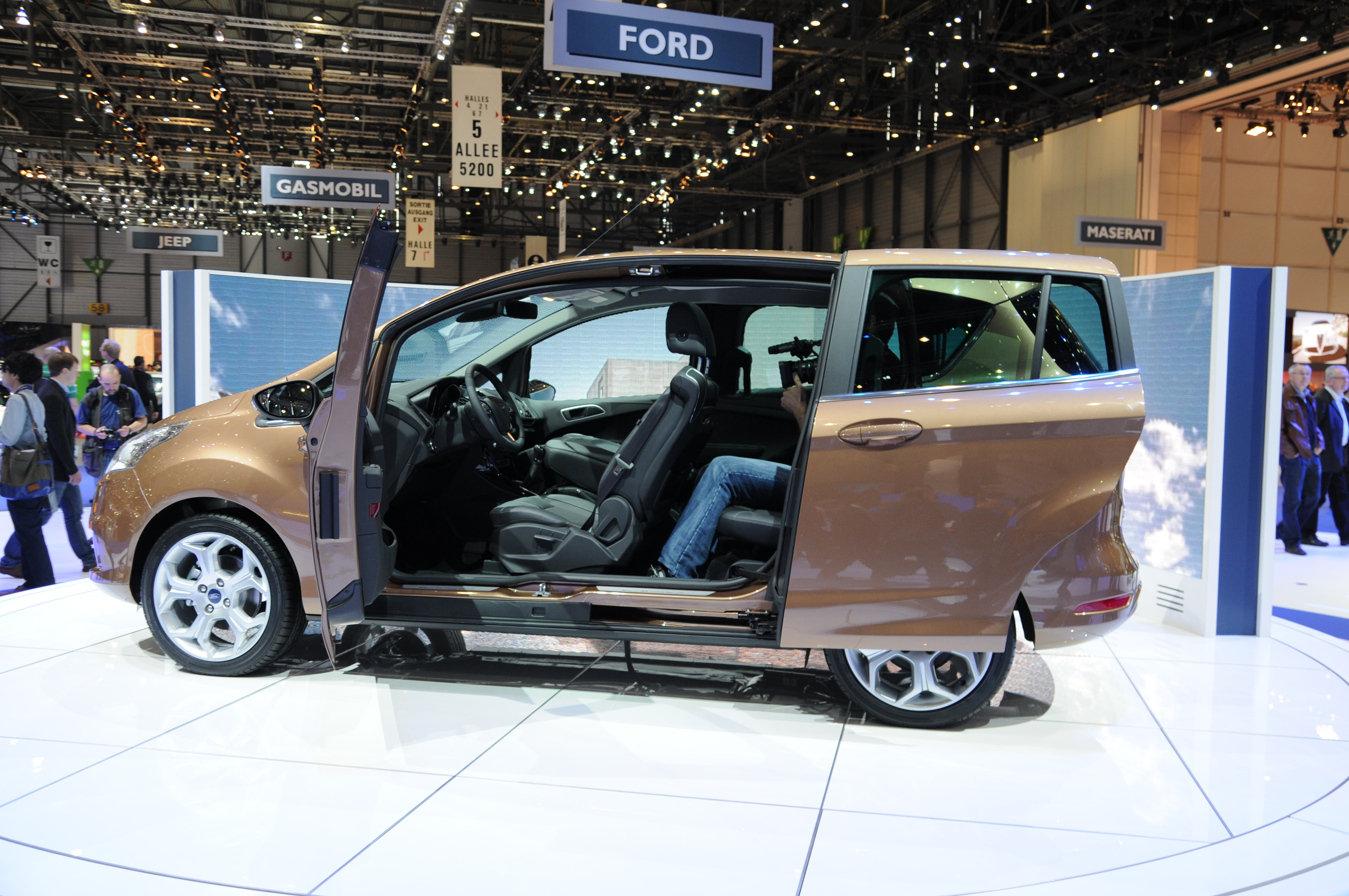
Ford B-MAX

De Ford B-MAX is een automodel van de Europese tak van de Amerikaanse autofabrikant Ford. De auto behoort tot de MPV-klasse. Het model wordt anno 2012 gebouwd in het Roemeense Craiova. In 2017 is de productie beëindigd vanwege tegenvallende verkoopcijfers.
Ongewoon voor een productieauto is het feit dat de B-Max geen middenstijlen heeft.